# Xide (dryck)
Xide är en alkoläsk som marknadsförs av Carlsberg Sverige. Xide hette tidigare Xider, men efter nya regler om vilka drycker som får kallas cider och inte, klassades Xide inte längre som cider utan som en blanddryck/alkoläsk. Xide innehåller tillsatt sprit vilket en cider inte får göra, därav omklassificeringen.
Xide finns i smakerna wasabi/lemon, cactus/lime, chili/mandarin, pomelo/peach, pine/citrus, pomegranate/rhubarb och lotus/grape. Det finns även en julvariant med smaken tangelo/ginger. Alla varianter utom en har alkoholhalten 4,5 %, den starkare varianten, lotus/grape, har alkoholhalten 6,3 %.